# Lamyctes liani
Lamyctes liani är en mångfotingart som beskrevs av Larwood 1946. Lamyctes liani ingår i släktet Lamyctes och familjen fåögonkrypare. Inga underarter finns listade i Catalogue of Life.